# NSB Niederelbe

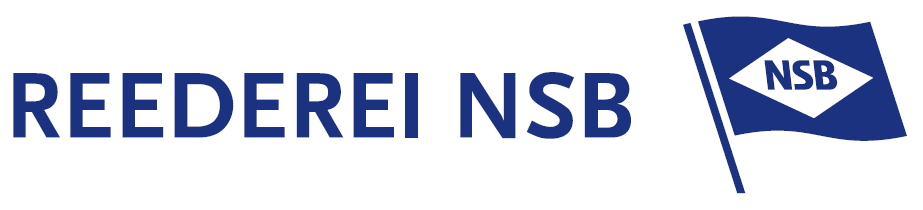
Logo

NSB Niederelbe is een Duitse rederij van containerschepen en tankers.
De rederij werd in 1982 opgericht en heeft sinds 1986 haar hoofdkantoor in Buxtehude, in de nabijheid van de haven van Hamburg en Bremerhaven.
In 2007 werd het 100ste schip in gebruik genomen waarmee de rederij vaart. De gehele vloot van de rederij heeft een vervoerscapaciteit van 420.000 TEU.